# Valerij Charlamov
(Bobby Hull)
Valerij Borisovič Charlamov (in russo Валерий Борисович Харламов?; Mosca, 14 gennaio 1948 – Mosca, 27 agosto 1981) è stato un hockeista su ghiaccio sovietico, due volte campione olimpico negli anni 1970.

## Biografia
Valerij Charlamov iniziò la propria carriera hockeistica a 14 anni, quando fu inserito nelle formazioni giovanili del HC CSKA Mosca; dopo aver sviluppato il suo talento e le sue incredibili doti, nel 1968 fu invitato nella squadra maggiore, in cui si mise in luce fin dal debutto: nella sua prima stagione completa con la maglia dell'Armata Rossa (1968-69), realizzò 37 reti in 42 partite, meritandosi la convocazione per la nazionale sovietica. Fin dalle prime apparizioni Charlamov incantò gli appassionati con le sue abilità tecniche: sebbene fosse alto appena 1,75 m, Valera (questo il suo soprannome) era dotato di una notevole velocità e di un ottimo controllo del disco, che gli permettevano di liberarsi dei suoi avversari con facilità; i suoi 1 contro 1 mettevano in crisi anche i difensori più esperti. Assieme a Boris Michajlov (ala destra) e a Vladimir Petrov (centro), Charlamov formò una leggendaria linea offensiva che dominò gli anni '70.
La fama di Charlamov raggiunse anche il Nord America, quando nella prima partita delle Summit Series del 1972, realizzò due reti meravigliose che lasciarono tutti i giocatori, tecnici, osservatori ed appassionati canadesi senza parole: il coach Harry Sinden affermò di non aver mai visto in tutta la sua vita qualcuno in grado di liberarsi di due difensori NHL come aveva fatto Charlamov in gara 1. In tutte le partite giocate tra le squadre sovietiche e quelle canadesi, Charlamov fu il bersaglio di colpi sporchi, molto spesso volontari, ma d'altronde la tattica era molto semplice: "se Charlamov è fuori, non può creare problemi". Valerij accusò spesso i canadesi di applicare una tecnica scorretta, utilizzando i bastoni come fossero delle spade da brandire contro i nemici. Nel corso delle Summit Series il canadese Clarke gli spezzò volontariamente la caviglia. Charlamov, in ogni caso, era un giocatore duro ed energico e nella serie del 1972 totalizzò 16 minuti di penalità, il peggiore tra i sovietici.
Nel 1976 Charlamov iniziò il proprio declino, quando fu vittima di un incidente stradale in cui subì delle gravi fratture alle gambe e alle braccia; Charlamov riuscì comunque a rientrare sul ghiaccio ad altissimi livelli, ciononostante fu evidente che il campione aveva perso gran parte della propria velocità. Charlamov continuò la propria carriera anche con la maglia della nazionale, tuttavia nell'agosto 1981, il tecnico Viktor Tichonov lo escluse dalla squadra che avrebbe partecipato alla seconda edizione della Canada Cup; la notizia fu davvero scioccante per Charlamov, che  entrò in uno stato di depressione, cercando conforto nell'alcol. Il 27 agosto 1981 il mondo dell'hockey fu sconvolto da una tragica notizia: Valerij Charlamov, a soli 33 anni, era rimasto vittima di un terribile incidente stradale, in cui anche sua moglie aveva perso la vita; ci furono molte ipotesi sulla sciagura, tuttavia fu confermato che Charlamov non si trovava alla guida dell'automobile.
Per onorare lo sfortunato campione, furono preparate numerose celebrazioni: il CSKA e la nazionale sovietica ritirarono il #17, mentre il quotidiano russo TRUD dedicò alla memoria di Charlamov il premio destinato al miglior giocatore del campionato nazionale; inoltre sul luogo esatto dell'incidente, avvenuto sulla tratta Mosca-San Pietroburgo, un anonimo tifoso eresse un monumento per ricordare il leggendario fuoriclasse. Qualche anno più tardi, al figlio Aleksandr fu concesso l'onore di giocare con il numero di maglia del padre.

## Titoli e riconoscimenti
I trofei vinti dal CSKA e dall'Unione Sovietica grazie al contributo di Charlamov furono numerosi: 11 titoli sovietici per l'Armata Rossa, 8 campionati mondiali e 2 medaglie d'oro olimpiche (Sapporo 1972 e Innsbruck 1976) per la nazionale dell'URSS; oltre ai titoli di squadra, Charlamov ricevette inoltre numerosi riconoscimenti individuali, molti dei quali gli furono consegnati dal governo sovietico per meriti sportivi. Con 293 gol nel campionato sovietico e 188 con la maglia della nazionale (che comunque non sono dei record), Valerij Charlamov è stato tra i migliori talenti prodotti dall'hockey russo-sovietico, e nella classifica all-time preparata dalla rivista Hockey News è stato inserito al terzo posto dietro Vjačeslav Fetisov e Vladislav Tret'jak. Nel 2005, 24 anni dopo la sua morte, Valerij Charlamov ha ottenuto inoltre il massimo riconoscimento per quanto riguarda l'hockey mondiale, ricevendo l'elezione per la Hockey Hall of Fame. Nel 2008 la KHL gli ha intitolato una delle quattro divisioni del torneo: la Divizion Charlamova.

## Biopic
Nel 2013 fu prodotto un film sulla sua vita chiamato Leggenda N° 17 (in russo: Легенда № 17).

## Palmarès
- Giochi olimpici invernali: 3 medaglie
  - 2 ori (Sapporo 1972, Innsbruck 1976)
  - 1 argento (Lake Placid 1980)